# Райська гавань (Антарктида)
Райська гавань також відома як Гавань Парадайз та Райська затока (англ. Paradise Harbor) — широка набережна за островом Лемер та островом Брайд в Антарктиді, що відступає на західному узбережжі Землі Ґреяма між точками Датьє та Леніса. Цю назву вперше застосували китобої, що діяли в околицях, і вони її використовували до 1920 року. Це одна з лише двох гаваней, які використовуються для зупинки на круїзних суднах на континенті; інша — гавань Неко. Антарктична база Альміранте Браун знаходиться на узбережжі затоки, як і чилійська антарктична база Гонсалес Відела.

## Історичне місце

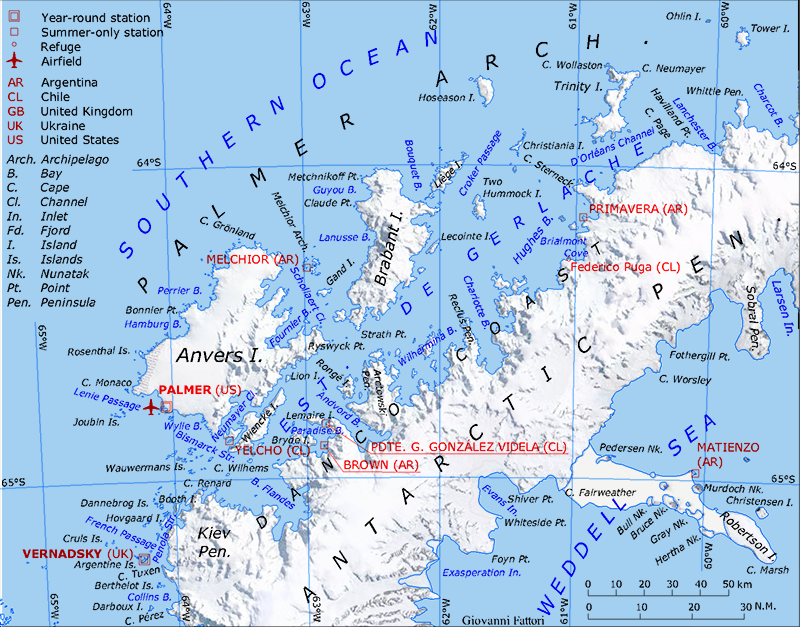
Карта району протоки Жерлаш, яка показує Райську гавань. Картографічна база: Antarctic Digital Database www.add.scar.org/

У 1950 році біля бази Чилі було встановлено притулок на честь Габріеля Гонсалеса Відели, першого глави держави, який відвідав Антарктику. Притулок є репрезентативним прикладом активності Міжнародного геофізичного року (МГР) в Антарктиді. Він був визначений історичним місцем та пам’ятником в Антарктиді (HSM 30) за пропозицією Чилі в Консультативній раді Антарктичного договору.

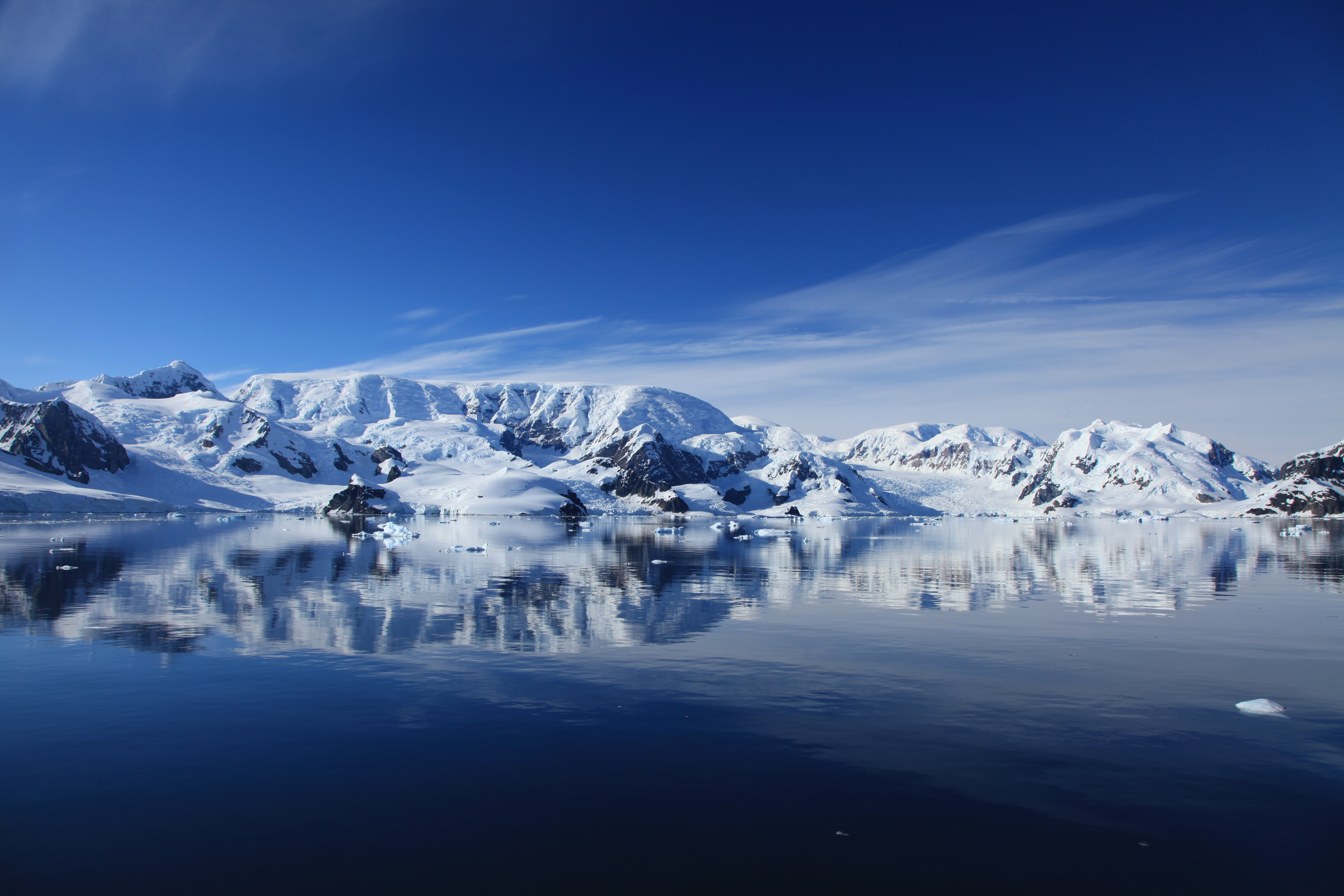